# Tamara Tansykkuzhina
Tamara Tansykkoujina (en russe : Тамара Михайловна Тансыккужина, transcription anglaise Tamara Mikhailovna Tansykkuzhina), née le 11 décembre 1978 à Naberejnye Tchelny (Tatarstan, alors en Union soviétique), est une joueuse de dames internationales. Elle remporte le championnat du monde féminin à sept reprises et le championnat d'Europe de dames féminin à deux reprises. Elle fait partie des 20 meilleures joueurs et joueuses de Russie.

## Parcours sportif

### Championnat du monde
- 2001, 2002, 2004, 2007, 2011, 2019[2], 2021[3] - 1re place

### Championnat d'Europe
- 2000, 2008 - 1re place